# 电子处方
電子處方（英語：Electronic prescribing，可寫為e-prescribing，或是e-Rx），是用電腦產生、傳輸、和配藥，開立處方的方式，用來取代紙本繕寫和傳真。電子處方讓醫生、助理醫生、藥劑師、執業護士利用電腦把新開處方或是續開處方傳送給社區藥房，或是傳給郵購藥房。這種方式展現出由醫療衛生提供者到藥房，利用電子方式傳送正確、精細、而且易於了解的處方能力。目的是減少傳統手寫的相關風險，也是促進轉向電子健康記錄的重要原因。電子處方可達成處方資訊共享，把醫療團隊組員串聯起來，充足資訊，有助於做治療決定。

## 功能
電子處方系統必須具有以下的功能：
- 辨識患者
- 提供完整有效藥物清單，並能把醫療保險公司傳來的電子訊息與既有清單結合
- 取得患者病例的歷史資料
- 開立處方，或者添加新藥物，並選擇負責配藥的藥房
- 使用現有治療藥物，包括檢查藥物詳細資訊，從清單中刪除某類藥物、更動劑量、重新使用一種或多種藥物等
- 列印處方
- 利用電子方式把處方發送到轉發中心
- 使用稱為“藥物利用審核（英语：Drug Utilization Review）”的決策支援系統做安全檢查。項目包括：自動提示處方藥的資訊、潛在的不當劑量或給藥途徑、藥物相互作用、過敏問題、或者警示
- 提示是否有價格更低，而且合適的替代品
- 提供有關處方表、或者是分層處方表的資訊、患者資格、以及用電子方式從患者的保險公司收到開立的授權
- 系統整合功能（例如與各資料庫聯結，與藥房以及藥物福利管理（PBM）系統聯結）
- 教育功能（例如，對患者提供教育，給予醫療衛生提供者反饋）

## 電子處方運作模型
電子處方系統中基本組成分子有：
- 開立處方者-通常是醫生
- 轉發中心
- 已安裝電子處方軟體的藥房
- 藥物福利管理者（PBM）

PBM和資訊轉發中心密切配合。PBM擔任中介角色，功能是確保資訊準確，但有其他模型為簡化流程，並未經過PBM。
除了開立藥物處方，這個系統還可開立進行醫療檢驗的指示。

### 開立處方者
擔任開處方者的通常是臨床醫生或是其他的醫事人員，這類人是系統的使用者，經系統驗證身份後才可開始使用。
開立處方者透過患者的特定資訊（例如名字和姓氏、出生日期、現有地址等）在資料庫中搜尋。一旦找到檔案，開立處方者便會查看患者的當前醫療資料，並且上傳，或是更新處方資料，存入患者的檔案中。

### 轉發中心
轉發中心提供參與這個系統運作的各個單位（開立處方者、藥物福利管理者、和藥房）之間的聯結。這個中心儲存，同時維護一個患者索引，以便快速取得患者的醫療資訊，以及使用藥物清單。
當開立處方者把新的處方資訊上載到患者的檔案中，其實就是發送到轉發中心。中心先做資料驗證。並自動把有關資訊發送給PBM，PBM再把有關患者的資格、適用處方表、和用藥歷史回覆到轉發中心。然後，中心把這些資訊發送給開立處方者，處方授權才算完成。處方資訊同時會被發送到為患者配藥的藥房。

### 藥房
當藥房收到轉發中心傳來的資訊時，會回傳確認收到訊息。藥房還會傳送配藥完成的訊息給開立處方者。系統還可開發出將不同的訊息，例如患者沒去藥房，或者延遲取藥的情況回報。

### 醫療成像
當成像中心收到處方時，會與患者聯繫，安排他們進行掃描。電子處方和影像診斷學結合後的優勢，是通常當患者收到紙本處方時，他們有時會不慎丟失，或者是等待和安排時間做掃描。對於身有潛在重病的患者而言，可能會有嚴重的後果。成像中心一收到電子處方，會立即主動通知患者安排掃描。電子處方可在手持裝置以及電腦網頁上使用，具有便利的優勢。

## 電子處方優點
電子處方與舊有的紙本相比，有降低成本和促進健康的優點：
- 減少開立處方以及配藥時發生錯誤
- 降低開立處方所花費的功夫
- 縮短收到處方藥物的時間
- 降低藥物相互作用和反應的的風險
- 在醫生辦公室就可查詢到保險公司的處方表，更準確的改用價格較便宜的替代藥物
- 遺失處方箋和未去取藥的情況減少，提高患者的藥物依從性（英语：Adherence (medicine)）（按時服藥），並降低患者的成本
- 提醒開立處方者和藥劑師有關重複開立管制藥物的情況，減少不當用藥（英语：Drug diversion）（物質濫用）疏失的發生。[6]

醫療安全方面的改進非常重要。在2000年，美國國家醫學研究所確定藥物錯誤是醫療衛生中最常見的醫療疏失，估計每年因此而死亡的人數有數千人。

### 增進患者安全及改善護理品質
少了手寫處方字跡不易辨識的問題，用藥錯誤的風險以及相關的用藥責任風險也會降低。因為電子處方把開立處方者和配藥者之間電話溝通的需求減少，降低口頭誤解。用藥錯誤的原因包括：處方上手寫字跡不清，或者是命名模棱兩可，藥劑師辨識錯誤，以及開立處方者對藥物劑量或藥物間的不良相互作用誤判。電子處方可把此類錯誤中的大部分消除。在做患者護理時，需要時時提醒和警示。電子處方系統可利用臨床決策支援系統增強藥物流程管理，對患者當前的用藥進行藥物相互作用、藥物過敏性、診斷、體重、年齡、藥物適宜性、和正確劑量經常檢查。基於系統的運算模式，當出現矛盾、不良反應、和重複治療時，會對開立處方者提出警示。電腦還可發送結構清晰的訊息給藥劑師，決策支持系統還可把致死劑量和致命性藥物組合標識出。電子處方可讓醫生容易調閱患者病歷，以及用藥歷史。所有醫療衛生提供者在開立處方時，系統對於患者在和其他藥物合併使用，或是在特殊情況而產生用藥不當的可能時，會發出警示。有證據顯示使用電子處方，可將錯誤發生頻率降低30%的程度。

### 節省臨床醫生的時間
據估計，有接近30％的處方需要藥房與開立處方者作電話澄清。這表示藥劑師用在其他重要事務的時間受限（例如，給予消費者用藥知識教育）。相應地，電子處方可大量減少藥房因為字跡不清、處方選擇錯誤、處方表適用、和藥物福利有關的電話查詢時間。而對藥房工作流程和整體生產力產生正面的影響。

### 省卻傳真處方到藥房
減少相互傳真，降低不確定性，而在人工成本、處理成本、和紙張支出產生節省。

### 處方續簽和授權過程自動化
借助電子處方，續簽授權成為一種自動化過程，開立處方者和藥劑師的效率因而提高。藥房人員可產生續簽授權請求，透過電子網絡傳遞到開立處方者的系統。開立處方者在檢查後予以批准或者拒絕。借助少數的資源利用，開立處方者只需透過電腦鍵盤就完成藥物更新，同時資料會立即登入患者的病例檔案中。

### 提高患者便利性和藥物依從性
據估計，有20％的紙本處方箋從未被患者拿去取藥，部分原因是要送上紙本處方箋，然後等待配藥。電子處方透過取消或減少這類等待的時間，可減少未去取藥的次數，患者藥物依從性因而得以改善。電子系統讓處方續簽自動化，也可提高效率，減少患者依從性降低的問題。有關患者取藥的資訊，也可幫助臨床醫生評估患者的藥物依從性。

### 加強開立處方者的機動性
當開立處方者利用無線網絡開立和續簽處方時，便利性大幅提高。這樣的移動設備包括筆記型電腦、個人數碼助理、平板電腦、或是行動電話。這種靈活的移動方式讓人在辦公室以外的場所也可開立和續簽處方。

### 提高藥物監測/召回能力
電子處方系統使嵌入式自動分析工具能夠生成查詢和報告（對於傳統紙本系統，這樣做法相對困難許多）。常見的這類報告有：需要召回藥物時，搜尋持有特定處方的所有患者，或者是針對某些醫療衛生提供者所開立藥物的頻率和藥物類型。

## 電子處方的局限
電子處方可簡化工作流程，以及提高系統效率，但仍有挑戰和局限，阻礙電子處方被廣泛採用的因素有：
- 財務成本（英语：Financial cost）和投資報酬率（ROI）-購買、安裝、支援、和維護這種系統的相關的成本，會超出多數小型診所的負擔能力，這是最大的障礙之一。有人可從這種系統中受益，而不必負擔財務成本，同時也把使用風險大幅分散，但相對的有些機構，尤其是那些在市中心地區、或偏遠農村地區的小型診所，就無力承擔這種成本。診所需要在硬體和軟體上投入大量金錢，而不同的系統規格（獨立系統，或整體電子健康記錄系統）有不同的成本結構。即使是擁有免費電子處方系統的診所，也會面臨伴隨而來的界面管理、客製化、訓練、維護、和升級相關的財務費用。最重要的是，診所還必須把系統轉換時所損失的時間和效率列入考慮。因此，在大城市地區使用電子處方的投資回報率，比在農村地區的高非常多。
- 變更管理-從紙本處方轉換到電子處方時，許多人會低估因為變更管理而出現的挑戰。尤其在業務繁忙的機構中更為嚴重，由於醫事和相關人員對於既有管理系統習以為常，此時在管理變更這方面就變得極為重要，因應變更，需要為修改的工作流程做認真及耗時的分析。藥劑師對於變更，更需提高辨識在採用電子處方後可能會發生的新型錯誤，以降低臨床風險。為了成功的度過轉換時期，必須確保有周全的計劃、訓練、支援、和不斷的品質改善。
- 硬體和軟體的選擇-對尤其是小型或者是平日就極為忙碌的機構，選擇正確的硬體和軟體是件艱鉅的工作。許多人平日與專業的電腦技術人員接觸不多，導致他們在啟動變更、選擇適當的供應商、進行成本談判和功能事項、以及獲取日後長期的支援方面，都遭遇到困難。
- 錯誤警示-由於軟體設計不佳，在操作決策支援系統時因錯誤而觸發彈出警示，導致無法有效使用系統，也是一種很大的局限。在此情況下，許多人選擇關閉警示通知，導致少用到系統中很重要的功能。[11]
- 輸入數據的完整性-輸入者可能會發生無意間的錯誤，例如選擇錯誤的患者，或在劑量表中做錯誤選擇。軟體供應商可利用持續檢測用戶反饋，並利用使用者界面設計中的最佳實踐來降低錯誤。
- 安全性和隱私性-在許多電子化醫療衛生（英语：eHealth）的解決方案，使用電子格式存儲的患者信息的隱私性，可能會發生前所未見的錯誤，例如因為不周全的安全措施會無意中在互聯網上把個人受保護的健康資訊（英语：Protected health information）洩露出去。疏忽的情況也會出現，員工會把處方轉發給不相干的單位。[12]另一個需要立即解決的安全問題是電子簽名的驗證，以確保藥劑師收到的處方未經篡改或是有其他原因而失真（完整性）。醫院、診所、和藥房必須在系統上安裝防火牆，執行嚴格的電腦權限管理，並嚴密注意駭客入侵的跡象。
- 系統停機-由於與網絡相關，如硬體故障或者斷電的問題，會導致系統停機。無法使用電子處方是一個非常嚴重的問題，對於這種狀況，必須先行討論和架構備用程序和解決機制。
- 患者無法取得資料-如果發生超出患者所能控制的情況，例如醫療衛生提供者辦公室的軟體故障，患者因此無法向提供者索取紙本處方到藥房（在紐約州，電子開立處方為強制性（有例外）；其他各州也要效仿）取得所需藥物。但是，紐約州[13]康乃狄克州[14]緬因州[15]和賓夕法尼亞州[16]等州允許開立處方者在發生暫時性技術或電子故障的情況下，開具紙本處方。

## 各國情況

### 澳大利亞
澳大利亞多數社區醫療機構的處方依然是紙本列印或是手寫的形式。目前，澳大利亞的電子處方由兩家服務商MediSecure和eRx提供。這兩種服務可和許多現有的臨床醫學和處方軟體系統相容。自2012年12月開始，這兩種服務間已可相互傳輸資料。

### 孟加拉國
孟加拉的easypres.com在2017年7月，為該國醫生推出第一款在雲端運作的電子處方和患者管理軟體。一年之內，在孟加拉的83,000位註冊內外全科醫學士醫生之中，有超過1,000多名開始使用這種軟體。孟加拉高等法院發布一項規則，規定醫生需要運用可讀電腦格式開立處方，即表示醫生日後必須運用軟體開立處方。這類軟體還可儲存患者的病史，醫生可透過互聯網在任何地方讀取這些資料。

### 加拿大
2016年3月22日，加拿大政府撥款給Canada Health Infoway（一個獨立，但由聯邦提供經費的非營利電子處方促進機構，簡稱為Infoway），以開發電子處方服務。這個機構與加拿大衛生部（Health Canada）、各行省和地區單位、以及行業利益相關者合作，創建PrescribeIT（一種跨轄區的電子處方服務）。Infoway與其合作夥伴一起創建、運營、和維護這項服務。這項服務採用財務上自給自足的方式運作，規模涵蓋全國，讓開立處方者能以電子方式把處方傳輸到患者指定的藥房。醫生、助理醫師、執業護士、以及其他開處方者能利用其現有的電子病歷或是利用獨立應用程式來使用PrescribeIT。Health Canada透過支持電子處方，來從事“克服鴉片類藥物濫用行動計劃（Action on Opioid Misuse plan）”。
針對個人資料保護方面，加拿大衛生部經過進一步審查，發現目前在推動處方經由電子產生和傳輸並無任何監管上的障礙，與書面處方的效果相同。願意採用電子處方的行省和地區有義務確保電子處方符合現有法規要求，達到與書面處方相同的目標。例如，要有證據表明從業者/患者之間存有真正的（醫患）關係，對於受控物質，藥劑師在出售或提供給患者之前，必須核實醫療衛生供應者確實在處方上簽署。加拿大衛生部與Infoway合作製作一份技術文檔，標題為“確保電子處方的可靠性”，對於使用者確保電子簽名的真實性提供建議。 

### 捷克
捷克的醫療系統也朝強制性電子處方系統邁進，這種系統預定在2020年生效。患者和臨床醫生均可取得處方記錄。藥物的代碼和名稱由國家藥物控制研究所製作。

### 愛沙尼亞
愛沙尼亞在2010年1月推出電子處方，到2013年中期，全國處方中有95％是以電子方式開立。

### 歐洲
使用電子處方被指定為改善歐洲醫療衛生的重要策略。歐盟的目標是建立歐洲跨境電子醫療系統，方便歐盟公民能在歐洲任何地方獲得電子處方。斯堪的納維亞國家在這方面的部署居領先地位。常規使用電子處方的其他國家有挪威、丹麥、芬蘭、瑞典、比利時、荷蘭、義大利、冰島、希臘、英格蘭、蘇格蘭、威爾斯、和北愛爾蘭。歐盟正推動更廣泛的跨境數據交換。雖然人們對跨境電子處方抱持積極態度，但不同國家有不同感知上的問題，而阻礙到納入醫療執行。歐盟的27個成員國中，每國對數據保護和保密法有不同的解釋和做法。由於缺乏基礎架構來支持這種系統，並且由於高昂的成本和缺乏系統安全措施，一些成員國的利益相關者不願接受電子醫療。成員國對於電子處方，在醫療衛生政策、隱私權保護、以及有關數據保護、電信服務、和電子簽名的法律，不盡相同。不同系統間有互通性只算解決部分問題。安全性以及隱私權保護必須全體一致平等執行才能繼續往前行。

### 印度
一些印度的私立醫院已開始使用電子處方。西孟加拉邦政府在2014年8月開始在頂級政府醫院中使用電子處方以取代紙本處方，算是邁出重要的一步。這個系統的最大優點是患者的醫療數據都存儲在邦衛生部門的伺服器內，以供日後參考。有幾家印度私營公司已開始開發支援電子處方的軟體。 ERXPAD.COM是其中提供雲端運算電子處方軟體先驅中的一家。

### 俄羅斯
俄羅斯的電子處方隨著該國醫療系統中電子技術的發展和實施，成為莫斯科聯合醫療資訊及分析系統項目中的一部分。 EMIAS是一個電子系統，用於提高公共衛生機構的醫療品質及使用率。項目是根據莫斯科政府2014年4月7日的命令而設計以及執行，屬於“數碼城市”計劃的一部分。系統有特殊的網站門戶Emias.Info，網站門戶提供約診和電子處方服務。政府的社會福利計劃，依照公民的類別，可提供免費，或是打折的藥物。

### 英國
英國每年開出月4.2億張重複處方簽（續簽處方簽）-等於每位一般科醫師每週開出約200張。這些處方約佔初級照護藥物成本的80％。國民保健署（NHS）於2005年引入使用紙本的的重複處方服務，NHS在2009年引入電子處方。 直到2017年，患者對這項計劃所知仍不多。2017年10月，英格蘭國民保健署首席醫療資訊官Keith McNeil，因為研究結果表明使用電子處方可把嚴重的錯誤減少一半以上，要求NHS醫院應加速採用電子處方。目前暫無電子處方在醫院中使用進度的消息。 
電子處方在倫敦和東米德蘭茲地區成功完成試點計劃之後，有關單位在2018年4月達成協議，應在所有英格蘭的緊急護理單位採用（包括NHS 111非緊急電話專線，和其他一般科醫生及外科手術醫生下班後的時間），以便患者抵達藥房時就可取藥。有7,800萬英鎊的經費在2018年12月通過，用以協助遭遇裝置困難的NHS機構克服問題。
英國從2020年起開始在米德蘭茲夥伴NHS基金會信託試用型號為IC24的電子處方系統，預定在2022年6月取得核准之後即交由全國醫院採用。

### 美國
美國的《健康資訊科技經濟及醫療衛生法案（HITECH ACT）在2009年通過，鼓勵採用電子處方，它是促進電子健康記錄發展中的重要項目。美國國家處方藥計劃理事會已開發出用於傳輸、記錄、和描述處方的標準，特別是數據傳輸的SCRIPT標準。世界其他地區，採用電子處方標準格式的進度一直很慢。
在美國，電子處方終因用途符合實際而進入第2階段，進度開始加速。第2階段的核心措施是："以電子方式產生和傳輸處方"。為了達到這個階段的要求，利用電子傳輸的處方至少要佔全部處方的50％。
根據當時美國規模最大的健康資訊（電子處方）網絡公司Surescripts在2012年5月發布的數據，美國大約有317,000名醫生以電子方式開立處方。國家衛生IT協調辦公室（Office of the National Coordinator for Health IT）在2012年6月發布的報告，美國有48％的醫生使用電子處方系統。從2008年9月到2012年6月，全國電子處方的成長率超過40％，各州的採用率從28％到70％不等。根據Surescripts，在2017年到2019年的三年中，美國國醫生使用電子處方的比率，依據整體、非管制藥物、和管制藥物三項，分別為
- 整體：2017年（66%），2018年（73%），2019年（80%）[44]
- 非管制藥物：2017年（76%），2018年（83%），2019年（86%）[44]
- 管製藥物：2017年（17%），2018年（26%），2019年（38%）。[44]

### 烏克蘭
烏克蘭從2019年4月開始，電子處方成為醫療衛生報銷系統中一項關鍵組成部分。電子處方模組把全國初級照護醫生（超過23,000名）和幾乎有50％的藥房整合在一起
電子處方的布建很快完成，但品質並未因此受到影響。這項工具的開發是根據國際標準以及快捷式醫療服務互操作資源（HL7 FHIR）規範製作。烏克蘭的eHaealth系統有兩個層次，中央核心組件用作索引和規則的存儲，而私人訊息技術公司則提供電子處方，讓醫生和藥劑師透過界面溝通。電子處方的程式代碼是開放式，容易應用。
烏克蘭衛生部擴展電子處方功能的下一步，是制定技術要求，把所有適用藥物均用數位模式來取代舊有的紙本作業模式。

## 進一步閱讀
- Marceglia, Sara; Mazzola, Luca; Bonacina, Stefano; Tarquini, Paola; Donzelli, Paolo; Pinciroli, Francesco. . Methods of Information in Medicine. 2013, 52 (3): 199–219. PMID 23591784. doi:10.3414/ME12-01-0069.